# Christopher Nolan
Christopher Nolan   (Londres, 30 de juliol de 1970) és un director, guionista i productor de cinema anglès. Autor de melodrames de personatges, amb antiherois, narratives artificioses i finals sorprenents, treballa sovint amb l'actor Larry Holden i utilitza sovint els flashbacks.

## Biografia

### Primers anys
Christopher Nolan, conegut per la capacitat cerebral de crear films, ha anat de pel·lícules independents de baix pressupost a treballar en alguns dels majors èxits de taquilla de tots els temps. Als 7 anys, Nolan va començar a fer curtmetratges amb una càmera Super 8 del seu pare. Anys més tard, va estudiar Literatura Anglesa al University College London (UCL), on es va convertir en president de l'Associació de Cinema. Va ser durant aquesta època, que va filmar els seus curts Tarantella, Larceny i Doodlebug. A mitjans dels anys 90, roda en 16 mm el seu primer llargmetratge amb un pressupost ínfim i en blanc i negre Following. El seu èxit en diversos festivals, li permet realitzar, dos anys més tard, Memento.

### Carrera artística

#### Memento i Insomnia
Christopher Nolan es donà conèixer amb el seu film Memento (2000). La premissa enginyosa, basada en un relat del seu germà Jonathan Nolan, d'un investigador d'assegurances amnèsic que intenta atrapar l'assassí de la seva esposa sense l'ajuda d'una memòria a curt termini, va donar a Nolan la base per crear la seva major experiència cruament solipsista en la qual el públic ha de compartir la confusió de la figura principal i tractar de donar sentit coherent a una història enfosquida per la desorientació.
Amb la reproducció de la narració principal en ordre invers, amb cada nova escena lligada al final de l'anterior, l'espectador ha d'intentar interpretar cada part de la trama que es desenvolupa sense el benefici del context, escollint la gent, l'acció, i els fets per tal de conservar-los com a peces claus que ens donaran les respostes de la trama. Leonard Shelby (Guy Pearce) viu envoltat per notes i Polaroids que va prenent i tria a mesura que avança, les seves teories i suposicions es basen en els tatuatges del seu cos: la realitat del seu món comença i acaba amb la seva pròpia carn com tota la resta es dissol en la irrellevància. La pel·lícula ofereix respostes, però la resolució és només important en la mesura de què no hi ha un final exacte, ja que és una història sobre la repetició, la repetició d'una rutina que s'ha programat dins de la ment amb la finalitat de seguir vivint.
La catarsi del personatge és inassolible sense la certesa de la veritat i la curació és impossible sense la capacitat de sentir el temps. Nolan utilitza el marc cap enrere per detenir la ment, per poder transmetre a l'espectador el mateix trauma que sofreix en Leonard. Memento és la pel·lícula més pessimista de Nolan, sense la capacitat de formar nous records, Leonard no pot experimentar canvis que ocorren al món, condemnant a si mateix a l'abisme del seva psique en deteriorament. En la seva veu en off de tancament, ell diu: 'Haig de creure que les meves accions encara tenen sentit, fins i tot si no puc recordar-les', però la terrible veritat és que tot, especialment per a Leonard, és efímer.
En realitat, la clau d'aquest film no s'ha de cercar en la història en si, contada de forma fracturada i no lineal, sinó en la manera en què aquesta es va descobrint. Des de llurs imatges inicials (no ordenades cronològicament, per descomptat), Memento harmonitza consumadament estil i continguts. Alguns dels trucs del guió resten prefigurats en el seu film anterior, Following (1998), que també emparellava a l'espectador amb el punt de vista d'un dels personatges.
Després de l'èxit de Memento, Nolan va passar a dirigir el thriller aclamat per la crítica psicològica, Insomnia (2002), protagonitzada per Al Pacino, Robin Williams i Hilary Swank. El remake de la pel·lícula de suspens de Noruec dirigit per Erik Skjoldbjaerg, va consolidar el camí a l'èxit de Nolan, establint-se en el corrent principal. Amb el suport de Skjoldbjaerg, qui, després d'haver expressat públicament la seva admiració per Memento, va signar com a productor executiu, aquesta era una oportunitat per demostrar que Nolan podia tractar amb eficàcia amb els principals estels del cinema.
Al Pacino és un gran policia anomenat Dormer, encarregat de rastrejar a un assassí en el desert d'Alaska quan una adolescent és assassinada. Ràpidament es fa evident que l'escriptor local, Walter Finch, interpretat per Robin Williams, és el responsable. Però quan Dormer mata al seu company per error durant una cacera humana, l'únic testimoni és en Finch qui procedeix a utilitzar aquest coneixement per desviar l'atenció de la seva culpabilitat. En reconèixer el secret més fosc de cadascun, els dos homes es converteixen en miralls d'uns a uns altres, la qual cosa reflecteix la seva complicitat en la mateixa manera com el Joker proporciona el contrapunt a Batman.
Nolan contínuament utilitza diferents mètodes per retratar aquesta línia de confrontació reflexiva entre protagonista i antagonista, Dormer i Finch es delimiten físicament com dos oponents diferents, com són Angier i Brodin en The Prestige, i Bruce Wayne s'enfronta i venç els villans de Batman Begins, The Dark Knight i The Dark Night Rises. En altres casos, Nolan internalitza aquest conflicte en la psicologia dels seus personatges, on el protagonista i l'antagonista són un i el mateix; l'autoengany d'en Leonard (Memento) i les projeccions del subconscient de Cobb (Inception).
Una de les facetes més interessants de les pel·lícules de Nolan és la forma en la qual tracta de col·locar a l'audiència directament en la manera de pensar dels personatges, i en la representació de la falta de somni de Dormer, causada per sentiments de culpa i el sol etern, s'intenta transmetre aquest sentiment de fatiga sense minar l'energia de la pel·lícula i de l'espectador. La incapacitat de Dormer per processar la seva crisi interna condueix a una desintegració gradual del seu funcionament mental fins al punt on la realitat dels esdeveniments i la seva memòria d'ells comença a divergir, creant un altre protagonista perdut en la incertesa de la vida.

#### Batman Begins, The Prestige i The Dark Knight
El punt d'inflexió en la carrera de Nolan es va produir quan se li va concedir l'oportunitat de reviure la franquícia de Batman el 2005. En Batman Begins (2005), Nolan va portar a un nivell molt alt la tornada de l'heroi, i la seva interpretació valenta i moderna va ser rebuda amb elogis dels fans i crítics per igual. Va aconseguir teixir el seu punt de vista sobre el crim, així com explorar més a fons les complexitats de la venjança, al llarg de la trama de la pel·lícula. Considerant que el Batman de Tim Burton va veure a l'heroi venjar l'assassinat dels seus pares, la versió de Nolan nega Wayne, i el públic, la satisfacció. La pel·lícula discuteix la moralitat de prendre la venjança personal contra aquells responsables d'infligir la violència.
Mentre que la majoria de les encarnacions anteriors tant sobre la pel·lícula com sobre la TV han estat distretes pels villans enemics de Batman, la intenció de Nolan de fer l'heroi el focus de la seva pel·lícula era la peça clau. La visió de Nolan semblava que les entitats individuals, tot i que diabòliques, són menys perilloses que la por residual produïda com un subproducte d'una cultura progressista que intenta fer front a la delinqüència mitjançant procediments civils. En lloc de la debilitat física, és la por a la gent comuna el que els delinqüents exploten i aprofiten.
En Batman Begins també es tracta el tema d'una venjança plena d'odi, que només podrà ser expulsat amb amor. Aquest tema de la venjança contra l'amor, dels quals es pot concedir el perdó i la redempció, s'explora al llarg de la majoria de les pel·lícules de Nolan. A The Prestige, Angier no pot deixar de banda el seu odi per Borden, que ell creu que va contribuir a la mort de la seva esposa, o la competència obsessiva que el porta a aquest tipus de mesures definitives i dràstiques. En Memento, Leonard no pot viure amb la consciència del seu propi paper en la sobredosi de la seva esposa o del que s'ha convertit, i opta per seguir caçant a la seva presa imaginaria i a Inception, Cobb decideix perdonar-se a si mateix.
Abans de passar a filmar la seqüela de Batman, Nolan va dirigir, va coescriure i va produir el thriller de misteri The Prestige (2006) protagonitzada per Christian Bale i Hugh Jackman. És una història sobre dos mags rivals que tenen com a objectiu crear el millor truc de màgia del món és, possiblement, la revelació més personal d'en Nolan i proporciona una visió fascinant de la voluntat de crear i entretenir. Tot el cinema és, en definitiva, una forma d'art basada enterament en la il·lusió, la capacitat de guanyar-se la confiança d'un públic, persuadir-los sovint contra l'impuls natural... Doncs, té sentit que un director, especialment Nolan que és expert en l'engany i els jocs de mans, elaborés una obra sobre el món de la màgia.
Are you watching closely? són les primeres paraules de la pel·lícula i directament a l'audiència, una estratègia inicial de la classe d'audàcia que només pot venir d'un artista que opera amb plena seguretat que captivarà, enganyarà i sorprendrà al seu públic. El truc al voltant del qual gira la pel·lícula i la competència entre els dos mags és l'home transportat, un aparent acte de teleportació pel qual un home desapareix i després torna a aparèixer en un altre espai més enllà dels límits de temps o gravetat.
El 2008, Nolan va dirigir, va coescriure i va produir The Dark Knight (2008), que va arribar a recaptar més de mil milions de dòlars a la taquilla mundial. Nolan va tornar a Gotham City i va reprendre la història just on l'havia deixat tres anys abans amb la seva re invenció d'èxit de la franquícia de Batman. La pel·lícula va millorar respecte a l'anterior en pràcticament totes les formes possibles, l'acció era a més gran escala, els disseny era més imaginatiu i més clar en la seva execució, i el drama es va intensificar en elevar les apostes a escala personal i prenent el personatge principal més enllà del trauma de la pèrdua soferta per l'assassinat dels seus pares a un lloc molt més fosc i carregat.
Aquesta és la pel·lícula més política de Nolan, utilitzant un gran llenç per fer front al capdavant de la batalla ideològica que va dividir els EUA en l'última dècada. Com a reflex de la crisi que va afectar la nació arran de l'11-S, la figura de Batman és portada fora dels límits establerts, ja sigui per la societat o pel seu propi codi moral per combatre una força de caos i destrucció sense motiu aparent de govern. Com a resultat, la pel·lícula va tenir el dubtós honor de ser recolzada per l'esquerra i la dreta.

#### Inception, The Dark Night Rises i Interestellar
El 2010, Nolan va captivar el públic amb la pel·lícula de suspens de ciència-ficció Inception (2010) amb Leonardo DiCaprio i Marion Cotillard, que va dirigir i va produir a partir del seu propi guió original. El drama va ser un èxit de taquilla a tot el món, guanyant més de $ 800.000.000 de dòlars i convertint-se en una de les pel·lícules més debatudes de l'any.
Hi ha una sèrie d'enllaços temàtics comuns que semblen haver trobat una harmonia i el personatge de Cobb (interpretat per Leonardo DiCaprio) sembla una fusió de tots els protagonistes anteriors que havia creat Nolan, balancejant-se en un punt emocional i psicològic, mentre que aferrant-se al que ell creu és encara real al món que li envolta. Aparentment, Cobb és un malfactor que comercia amb una nova línia d'espionatge corporatiu havent ideat una manera d'infiltrar-se en el subconscient d'una persona i robar informació valuosa. Quan té la tasca de plantar una idea en lloc de l'extracció d'aquesta a canvi de l'oportunitat de tornar a Amèrica, on els seus dos fills l'esperen, la tensió dramàtica de la pel·lícula s'enforteix a través del prisma d'un 'un últim treball' del qual l'èxit o el fracàs determinarà la destinació del 'heroi' en conflicte.
 Igual que amb Memento (2000), el catalitzador de tot el que es desenvolupa es remunta a la pèrdua de l'esposa del personatge principal, però mentre que Leonard Shelby estava més preocupat per la venjança, Cobb busca la redempció. Mentre ell i el seu equip descendeixen als diferents nivells de somni que Nolan va dissenyar, són els seus propis dimonis que amenacen d'aclaparar la missió i evitar que torni al món de la vigília, el record dels morts són el guia al personatge però alhora el que el destrueix.
El juliol de 2012 posa punt final a la seva trilogia de Batman amb The Dark Knight Rises, on retornen cares conegudes com a Christian Bale, Gary Oldman, Morgan Freeman i Michael Caine, però també s'incorporen Tom Hardy, Anne Hathaway i Joseph Gordon-Levitt. Aquí, Nolan explora qüestions de la humanitat i el superheroi, lel que els unifica i el que els separa. El tema central que dona forma a l'última parta de la trilogía, és un examen de la funció de transformació en la identitat de Batman.
La pel·lícula torna als orígens de Batman i els sacrificis que va fer Bruce Wayne. Al llarg de la trilogia, Wayne parla d'un temps en el qual és possible que acabi amb la capa, una vegada més convertir-se en home. Aquesta pel·lícula encapsula el fet de despertar de Wayne que igual que en Batman, no té por de res, ni tan sols la mort, sinó per esdevenir Bruce Wayne de nou. Com li pregunta Bane 'Com pots moure't més ràpid del que és possible, lluitar més del que és possible, sense el més poderós impuls de l'esperit: la por a la mort?' El missatge aquí és clar: només un home que té por de la mort pot extreure totes les promeses de la vida. En escapar The Pit, Bruce Wayne retroba la seva por a la mort i utilitza la força que li dona per superar Bane. Però descobreix que també es pot utilitzar per superar la manca d'humanitat de Batman.
El novembre de 2014 estrena Interstellar, un film de ciència-ficció amb un guió escrit pel seu germà Jonathan Nolan, en que el treball del físic teòric Kip Thorne va ser una inspiració per a la pel·lícula de la que a més va ser assessor científic i productor executiu. Un grup d'exploradors liderats pel pilot Cooper (McConaughey) i la científica Amelia (Hathaway) s'embarcquen en la que pot ser la missió més important de la història de la humanitat i emprenen un viatge més enllà de la nostra galàxia en el qual descobriran si els estels poden albergar el futur de la raça humana. Els protagonistes principals són: Matthew McConaughey, Anne Hathaway i Jessica Chastain.

#### Dunkirk i Tenet
Dunkirk, de 2017, escrita, dirigida i produïda per Christopher Nolan, tracta els fets ocorreguts durant l'evacuació de Dunkerque, en el marc de la Segona Guerra Mundial, i va rebre l'Oscar al millor muntatge, l'Oscar a la millor edició de so i l'Oscar al millor so.
Tenet és una pel·lícula d'espies de 2020 escrita i dirigida per Christopher Nolan i produïda amb Emma Thomas protagonitzada per John David Washington, Robert Pattinson, Elizabeth Debicki, Dimple Kapadia, Michael Caine i Kenneth Branagh. La trama segueix un agent secret que ha de manipular el temps per tal d'evitar la Tercera Guerra Mundial. La clau serà una sola paraula: Tenet. La manera de veure el món d'una altra forma.

## Marca personal

### Etica i filosofia
Totes les pel·lícules de Nolan tenen les seves arrels en les crisis existencials de figures masculines en conflicte que lluiten amb la naturalesa de la identitat, en mons on el temps i l'espai són propensos a canviar de forma precària i imprevisible. Els seus protagonistes són perseguits pels records que estimulen i definexen de forma simultània els seus amors i els seus odis, les seves esperances i les seves pors, la pura essència de cada personatge. Aquests han de seguir endavant en tot moment, impulsats per la seva respectiva necessitat de venjar una mort, atrapar a un assassí, salvar una ciutat o tornar a casa. Les metes dels personatges són simples i elementals, nascudes de la necessitat emocional d'un ésser tan primitiu com ho és l'home.
Els films transmeten la idea de personatges complexos quan no ho són. Això és causat per les narratives no lineals, les construccions laberíntiques, i el ritme incansable que ofereix poc temps per a desconstruir els esdeveniments mentre es veu. En l'escriptura de guions, es reconeix comunament que una pel·lícula es construeix a partir de tres components primaris; guió, narrativa i caràcter. Individualment, poden ser simples o complexos, però si els tres són simples, llavors la pel·lícula esdevé poc satisfactòria i poc desenvolupada. Si els tres són complexos, llavors la pel·lícula pot estar sobrecarregada i pot ser difícil seguir el ritme de la narració sense passar per alt matisos importants. La clau de l'èxit de Nolan es basa en la complexitat de dues peces i una sola simple, que normalment és el caràcter o personatge.
El que emergeix és un retrat de l'home a la deriva en un món on res és segur i la realitat és sovint un concepte abstracte, sempre en procés de canvi. El fet que tots s'aferrin als records selectius amb tanta determinació indica que per a aquest director l'única cosa en aquest món que és real és el que decidim acceptar en la nostra consciència. L'actualitat és molt menys important que la forma en què absorbim, interpolem i recordem, i és aquesta 'realitat creada' la que veritablement importa. Les persones, objectes, esdeveniments estan absorbits pel món. El que queda és la memòria i, que és una persona si no la suma dels seus records?
					Prenent aquesta línia de pensament més enllà, un individu és la suma dels records que ell mateix decideix donar prioritat i manipular d'acord amb els seus propis desitjos. Encara que les pel·lícules de Batman de Nolan es mantenen els seus projectes més comercials, la dualitat de Batman/Bruce Wayne és definida en aquesta afirmació del personatge 'Com a home, sóc de carn i os. Jo puc ser ignorat, jo puc ser destruït. Però com a símbol puc ser incorruptible, puc ser etern'.

## Filmografia
| Any  | Títol                                         | Com a    | Com a     | Com a     | Com a  | Notes                                                                | Ref(s)      |
| Any  | Títol                                         | Director | Productor | Guionista | Altres | Notes                                                                | Ref(s)      |
| ---- | --------------------------------------------- | -------- | --------- | --------- | ------ | -------------------------------------------------------------------- | ----------- |
| 1989 | Tarantella                                    | Sí       | Sí        | Sí        | Sí     | Fotografia, muntatge i actor (sense acreditar). Curtmetratge inèdit. | [ 4 ] [ 5 ] |
| 1996 | Larceny                                       | Sí       | Sí        | Sí        | Sí     | Fotografia i muntatge. Curtmetratge inèdit.                          | [ 4 ] [ 5 ] |
| 1997 | Fearville                                     | No       | No        | No        | Sí     | Operador de càmera.                                                  | [ 4 ]       |
| 1997 | Doodlebug                                     | Sí       | Sí        | Sí        | Sí     | Fotografia, operador de càmera i muntatge. Curtmetratge.             | [ 4 ]       |
| 1998 | Following                                     | Sí       | Sí        | Sí        | Sí     | Fotografia i muntatge.                                               | [ 4 ]       |
| 1999 | Genghis Blues                                 | No       | No        | No        | Sí     | Ajudant de muntatge.                                                 | [ 4 ] [ 6 ] |
| 2000 | Memento                                       | Sí       | No        | Sí        | No     |                                                                      | [ 4 ] [ 5 ] |
| 2002 | Insomnia                                      | Sí       | No        | No        | No     |                                                                      | [ 4 ] [ 5 ] |
| 2005 | Batman Begins                                 | Sí       | No        | Sí        | No     | Guió amb David S. Goyer.                                             | [ 4 ] [ 5 ] |
| 2006 | El truc final                                 | Sí       | Sí        | Sí        | No     | Guió amb Jonathan Nolan.                                             | [ 4 ] [ 5 ] |
| 2008 | El cavaller fosc                              | Sí       | Sí        | Sí        | No     | Argument amb David S. Goyer. Guió amb Jonathan Nolan.                | [ 4 ] [ 5 ] |
| 2010 | Origen                                        | Sí       | Sí        | Sí        | No     |                                                                      | [ 4 ] [ 5 ] |
| 2012 | El cavaller fosc: la llegenda reneix          | Sí       | Sí        | Sí        | No     | Argument amb David S. Goyer. Guió amb Jonathan Nolan.                | [ 4 ] [ 5 ] |
| 2013 | L'home d'acer                                 | No       | Sí        | Argument  | No     | Argument amb David S. Goyer.                                         | [ 4 ] [ 7 ] |
| 2014 | Transcendència                                | No       | Executiu  | No        | No     |                                                                      | [ 4 ] [ 5 ] |
| 2014 | Interstellar                                  | Sí       | Sí        | Sí        | No     | Guió amb Jonathan Nolan.                                             | [ 4 ] [ 5 ] |
| 2015 | Emic: A Time Capsule From the People of Earth | No       | No        | No        | Sí     | Comissari. Documental curt.                                          | [ 8 ]       |
| 2015 | Quay                                          | Sí       | Sí        | No        | Sí     | Muntatge, fotografia i compositor. Documental curt.                  | [ 4 ]       |
| 2016 | Batman contra Superman: L'alba de la justícia | No       | Executiu  | No        | No     |                                                                      | [ 4 ] [ 5 ] |
| 2017 | Dunkerque                                     | Sí       | Sí        | Sí        | No     |                                                                      | [ 4 ] [ 5 ] |
| 2017 | Justice League                                | No       | Executiu  | No        | No     |                                                                      | [ 4 ] [ 5 ] |
| 2019 | The Doll's Breath                             | No       | Executiu  | No        | No     | Curtmetratge d'animació.                                             | [ 9 ]       |
| 2020 | Tenet                                         | Sí       | Sí        | Sí        | No     |                                                                      | [ 10 ]      |
| 2023 | Oppenheimer                                   | Sí       | Sí        | Sí        | No     |                                                                      | [ 4 ]       |

| Films that have not yet been released | Indica pel·lícules que encara no s'han estrenat |

## Premis i nominacions

### Premis Oscar
| Any  | Categoria                     | Pel·lícula  | Resultat  |
| ---- | ----------------------------- | ----------- | --------- |
| 2002 | Oscar al millor guió original | Memento     | Nominat   |
| 2011 | Oscar a la millor pel·lícula  | Origen      | Nominat   |
| 2011 | Oscar al millor guió original | Origen      | Nominat   |
| 2018 | Oscar a la millor pel·lícula  | Dunkerque   | Nominat   |
| 2018 | Oscar a la millor direcció    | Dunkerque   | Nominat   |
| 2024 | Oscar a la millor pel·lícula  | Oppenheimer | Guanyador |
| 2024 | Oscar a la millor direcció    | Oppenheimer | Guanyador |
| 2024 | Oscar al millor guió adaptat  | Oppenheimer | Nominat   |

### Premis Globus d'Or
| Any  | Categoria                                    | Pel·lícula  | Resultat  |
| ---- | -------------------------------------------- | ----------- | --------- |
| 2002 | Globus d'Or al millor guió                   | Memento     | Nominat   |
| 2011 | Globus d'Or al millor director               | Origen      | Nominat   |
| 2011 | Globus d'Or al millor guió                   | Origen      | Nominat   |
| 2011 | Globus d'Or a la millor pel·lícula dramàtica | Origen      | Nominat   |
| 2018 | Globus d'Or al millor director               | Dunkerque   | Nominat   |
| 2018 | Globus d'Or a la millor pel·lícula dramàtica | Dunkerque   | Nominat   |
| 2024 | Globus d'Or al millor director               | Oppenheimer | Guanyador |
| 2024 | Globus d'Or al millor guió                   | Oppenheimer | Nominat   |
| 2024 | Globus d'Or a la millor pel·lícula dramàtica | Oppenheimer | Guanyador |

### Premis BAFTA
| Any  | Categoria                     | Pel·lícula  | Resultat  |
| ---- | ----------------------------- | ----------- | --------- |
| 2011 | BAFTA a la millor direcció    | Origen      | Nominat   |
| 2011 | BAFTA al millor guió original | Origen      | Nominat   |
| 2011 | BAFTA a la millor pel·lícula  | Origen      | Nominat   |
| 2018 | BAFTA a la millor direcció    | Dunkerque   | Nominat   |
| 2018 | BAFTA a la millor pel·lícula  | Dunkerque   | Nominat   |
| 2024 | BAFTA a la millor direcció    | Oppenheimer | Guanyador |
| 2024 | BAFTA al millor guió adaptat  | Oppenheimer | Nominat   |
| 2024 | BAFTA a la millor pel·lícula  | Oppenheimer | Guanyador |

### Premis César
| Any  | Categoria                               | Pel·lícula  | Resultat  |
| ---- | --------------------------------------- | ----------- | --------- |
| 2011 | César a la millor pel·lícula estrangera | Origen      | Nominat   |
| 2018 | César a la millor pel·lícula estrangera | Dunkerque   | Nominat   |
| 2024 | César a la millor pel·lícula estrangera | Oppenheimer | Nominat   |
| 2024 | César d'honor                           |             | Guanyador |

### Premis Goya
| Any  | Categoria                           | Pel·lícula       | Resultat |
| ---- | ----------------------------------- | ---------------- | -------- |
| 2009 | Goya a la millor pel·lícula europea | El cavaller fosc | Nominat  |

### Premis WGA
| Any  | Categoria            | Pel·lícula       | Resultat  |
| ---- | -------------------- | ---------------- | --------- |
| 2009 | Millor guió adaptat  | El cavaller fosc | Nominat   |
| 2011 | Millor guió original | Origen           | Guanyador |
| 2024 | Millor guió adaptat  | Oppenheimer      | Nominat   |

### Premis AACTA
| Any  | Categoria                       | Pel·lícula  | Resultat |
| ---- | ------------------------------- | ----------- | -------- |
| 2017 | Millor pel·lícula internacional | Dunkerque   | Nominat  |
| 2024 | Millor pel·lícula internacional | Oppenheimer | Nominat  |

### Festival de Sundance
| Any  | Categoria            | Pel·lícula | Resultat  |
| ---- | -------------------- | ---------- | --------- |
| 2001 | Millor guió          | Memento    | Guanyador |
| 2001 | Gran Premi del Jurat | Memento    | Nominat   |

### Premis Independent Spirit
| Any  | Categoria                                 | Pel·lícula | Resultat  |
| ---- | ----------------------------------------- | ---------- | --------- |
| 2001 | Independent Spirit al millor director     | Memento    | Guanyador |
| 2001 | Independent Spirit al millor guió         | Memento    | Guanyador |
| 2001 | Independent Spirit a la millor pel·lícula | Memento    | Guanyador |

### Premis Satellite
| Any  | Categoria                  | Pel·lícula       | Resultat  |
| ---- | -------------------------- | ---------------- | --------- |
| 2001 | Millor direcció            | Memento          | Nominat   |
| 2001 | Millor guió original       | Memento          | Nominat   |
| 2001 | Millor pel·lícula de drama | Memento          | Nominat   |
| 2008 | Millor direcció            | El cavaller fosc | Nominat   |
| 2010 | Millor direcció            | Origen           | Nominat   |
| 2010 | Millor guió original       | Origen           | Nominat   |
| 2010 | Millor pel·lícula de drama | Origen           | Nominat   |
| 2017 | Millor direcció            | Dunkerque        | Nominat   |
| 2017 | Millor guió original       | Dunkerque        | Nominat   |
| 2017 | Millor pel·lícula de drama | Dunkerque        | Nominat   |
| 2020 | Millor pel·lícula de drama | Tenet            | Nominat   |
| 2023 | Millor direcció            | Oppenheimer      | Guanyador |
| 2023 | Millor guió original       | Oppenheimer      | Nominat   |
| 2023 | Millor pel·lícula de drama | Oppenheimer      | Guanyador |

### Premis Gaudí
| Any  | Categoria                            | Pel·lícula | Resultat  |
| ---- | ------------------------------------ | ---------- | --------- |
| 2011 | Gaudí a la millor pel·lícula europea | Origen     | Nominat   |
| 2018 | Gaudí a la millor pel·lícula europea | Dunkerque  | Guanyador |

### Premis David di Donatello
| Any  | Categoria                                            | Pel·lícula  | Resultat  |
| ---- | ---------------------------------------------------- | ----------- | --------- |
| 2011 | David di Donatello a la millor pel·lícula estrangera | Origen      | Nominat   |
| 2018 | David di Donatello a la millor pel·lícula estrangera | Dunkerque   | Guanyador |
| 2024 | David di Donatello a la millor pel·lícula estrangera | Oppenheimer | Nominat   |